# 豊岡村 (静岡県)
豊岡村（とよおかむら）は、静岡県のかつての村。
2005年4月1日に旧磐田市、磐田郡竜洋町、豊田町、福田町と新設合併して磐田市となり消滅した。
市外局番は0539で、合併後もそのまま使用されている。

## 地理
静岡県の遠州中部に位置する。
- 河川：天竜川、一雲済川、敷地川

### 隣接していた自治体
- 浜松市、袋井市、周智郡森町、磐田市(合併前の磐田市)

## 行政

### 豊岡村役場
豊岡村役場は1981年に竣工した。鉄骨三階建て。2005年4月以降は磐田市役所豊岡支所として使用された。一階部分で市民サービスが行われたが、建物が静岡県の耐震基準でやや劣る「ランク2」と診断された。そのため庁舎南側にある二階建ての書庫棟を改修増築して2024年3月に新支所としてオープンすることになっており、豊岡支所として使用されてきた旧豊岡村役場庁舎は行政文書の保管庫となる。

### 豊岡村誕生前
- 1955年（昭和30年）4月1日 - 磐田郡広瀬村、野部村、敷地村が合併、磐田郡豊岡村。

## 産業
浜松ホトニクスの工場や、自動車メーカースズキなどの下請けの第一工業の工場がある。
ヤマハ工場、キャタラー、ENKEIなど、

## 友好都市
日本
静岡県賀茂村、戸田村、龍山村 （静岡県内4村交流） （1991年11月17日締結）

## 教育

### 中学校
- 豊岡中学校

### 小学校
- 豊岡東小学校（平成２６年度末、豊岡北小学校と合併し閉校）
- 豊岡南小学校
- 豊岡北小学校

### 幼稚園
- 豊岡東幼稚園（平成２５年度末、北幼稚園と合併し閉園）
- 豊岡南幼稚園
- 豊岡北幼稚園（平成２７年度より豊岡こども園と改名された）

### 保育園
- 広瀬保育園

## 交通

### 路線バス
- 遠州鉄道（遠鉄バス）
- ごんバス（自主バス・豊岡村営バス≪尚、今は磐田市によって経営されたが、廃止され、現在はデマンド型乗り合いタクシー「お助け号」が運行≫）

### 鉄道
- 天竜浜名湖鉄道
  - 天竜浜名湖線：敷地駅 - 豊岡駅 - 上野部駅

### 道路
- 一般国道
  - 国道152号線バイパスの飛龍大橋の一部
- 主要地方道
  - 静岡県道40号掛川天竜線
  - 静岡県道44号磐田天竜線
  - 静岡県道61号浜北袋井線
- 一般県道
  - 静岡県道283号横川磐田線
  - 静岡県道343号上野部豊田竜洋線

## 出身有名人
- かまちよしろう（漫画家）
- 松島幸太朗（漫画家）
- ヴィレッジ（甲賀大介・坪井信也、お笑いコンビ）